# محمد حسن آغا مير القزويني
السيّد محمد حسن بن محمد باقر أبي المعالي الموسوي الحائري القزويني (1296 هـ - 1380 هـ). هو رجل دين وفقيه شيعي عراقي ومُؤلّف لعدد من الكتب، وهو من تلامذة: محمد كاظم الخراساني، وهادي الطهراني، وشيخ الشريعة الأصفهاني.

## مؤلفاته
| - هدى الملة إلى أن فدكاً من النحلة. ألفه سنة 1352 هـ وطُبع بنفس السنة في النجف، لكن الحكومة آنذاك صادرت نسخها المطبوعة وأُحرق كثيرٌ منها وبقي القليل. - الإمامة الكبرى. أُلّف هذا الكتاب رداً على كتاب منهاج السنة لابن تيمية. | - البراهين الجليلة في دفع تشكيكات الوهابية. - التحف الإمامية في دحض حجج الوهابية. - شرح اللمعة الدمشقية. |